# Little Richard
Pour les articles homonymes, voir Richard et Penniman.
Little Richard, nom de scène de Richard Wayne Penniman, né le 5 décembre 1932 à Macon (Géorgie) et mort le 9 mai 2020 à Tullahoma (Tennessee), est un pianiste, auteur-compositeur-interprète et acteur américain. Il est l'un des pionniers du rock 'n' roll à la fin des années 1950.
Avec Chuck Berry, Fats Domino et Bo Diddley, il est l’un des premiers musiciens noirs de rock 'n' roll à connaître les faveurs du public blanc. Personnalité rebelle, Little Richard marque son époque par ses chansons (qu’il scande en hurlant) et ses tenues vestimentaires flamboyantes, autant de caractéristiques qui ont contribué à définir le ton et l’image du rock 'n' roll et de la musique rock plus généralement. Il a considérablement influencé les musiciens de la génération suivante : les Beatles, les Rolling Stones, Elton John, David Bowie, ou encore Prince.
Il est le compositeur et l'interprète de quelques-uns des plus grands classiques du rock 'n' roll, dont Long Tall Sally, Good Golly, Miss Molly, Rip It Up, Lucille et Tutti Frutti, reprises par une multitude d'artistes, notamment par Elvis Presley, les Beatles ou encore Johnny Hallyday et Les Vautours en France. En 2008, le magazine Rolling Stone l'a classé 12e plus grand chanteur de rock de tous les temps. En outre, il est intronisé au Rock and Roll Hall of Fame dès sa création, en 1986.

## Biographie
Né à Macon (Géorgie), Little Richard est issu d’une famille nombreuse, le troisième de douze enfants. Son père dévot ne fait rien pour encourager le goût de son fils pour la musique. L’ensemble de sa famille rejette son homosexualité, ce qui le pousse à quitter le domicile très tôt. Lorsque Richard a dix-neuf ans, son père est abattu devant un bar local.
Très rapidement, il chante du gospel dans les fêtes locales, puis du rhythm and blues dans les clubs.

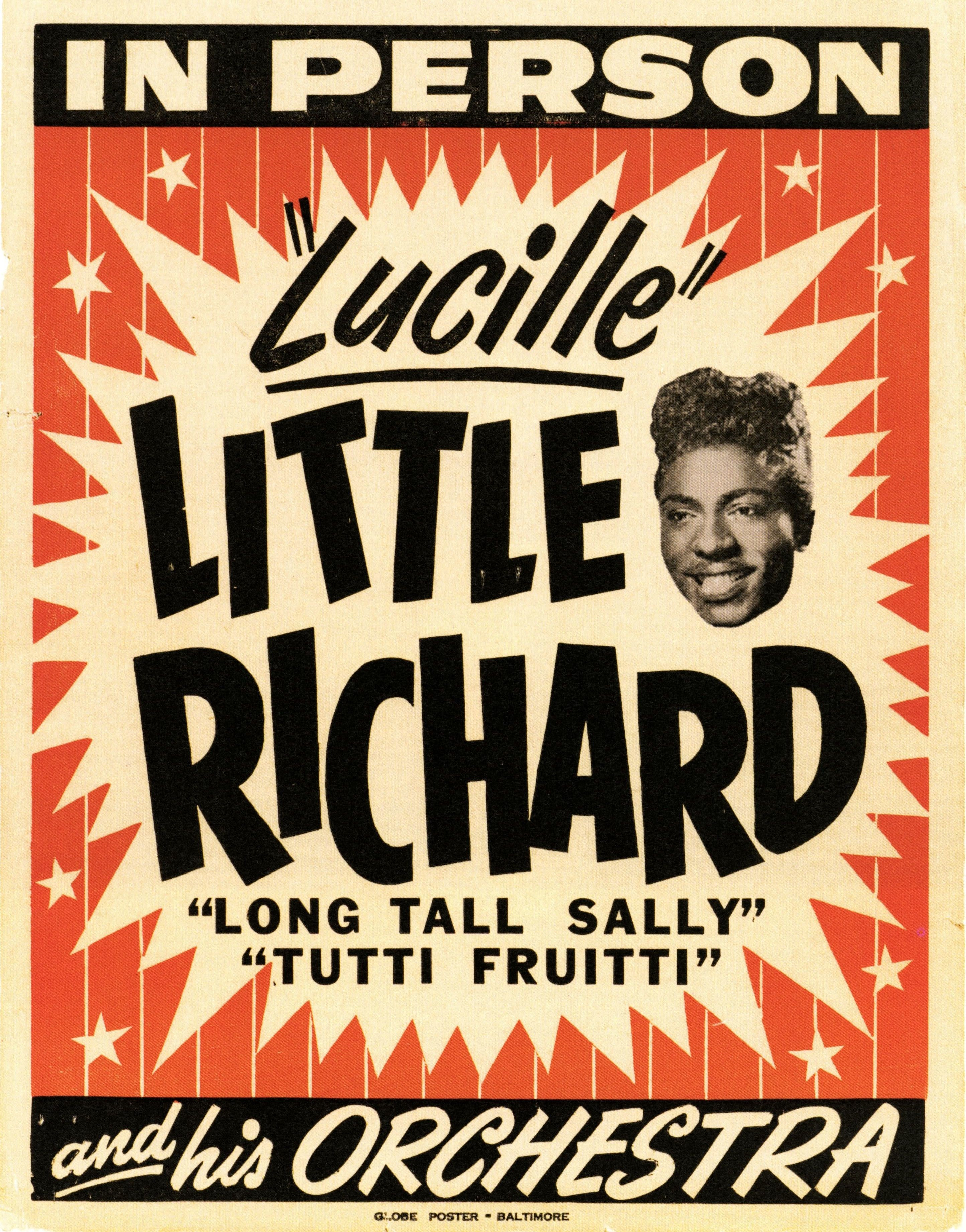
Une affiche vers 1956.

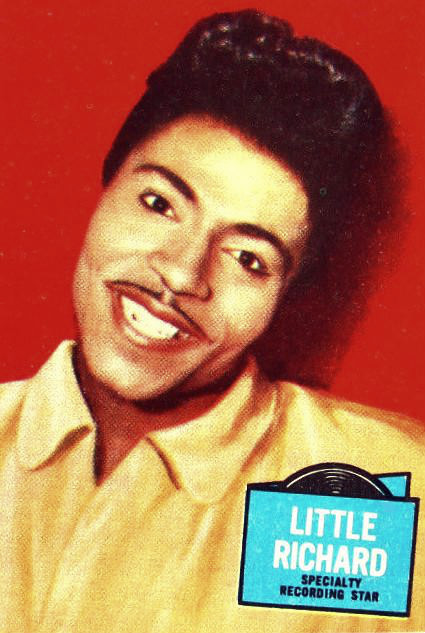
Little Richard en 1957, en pleine gloire.

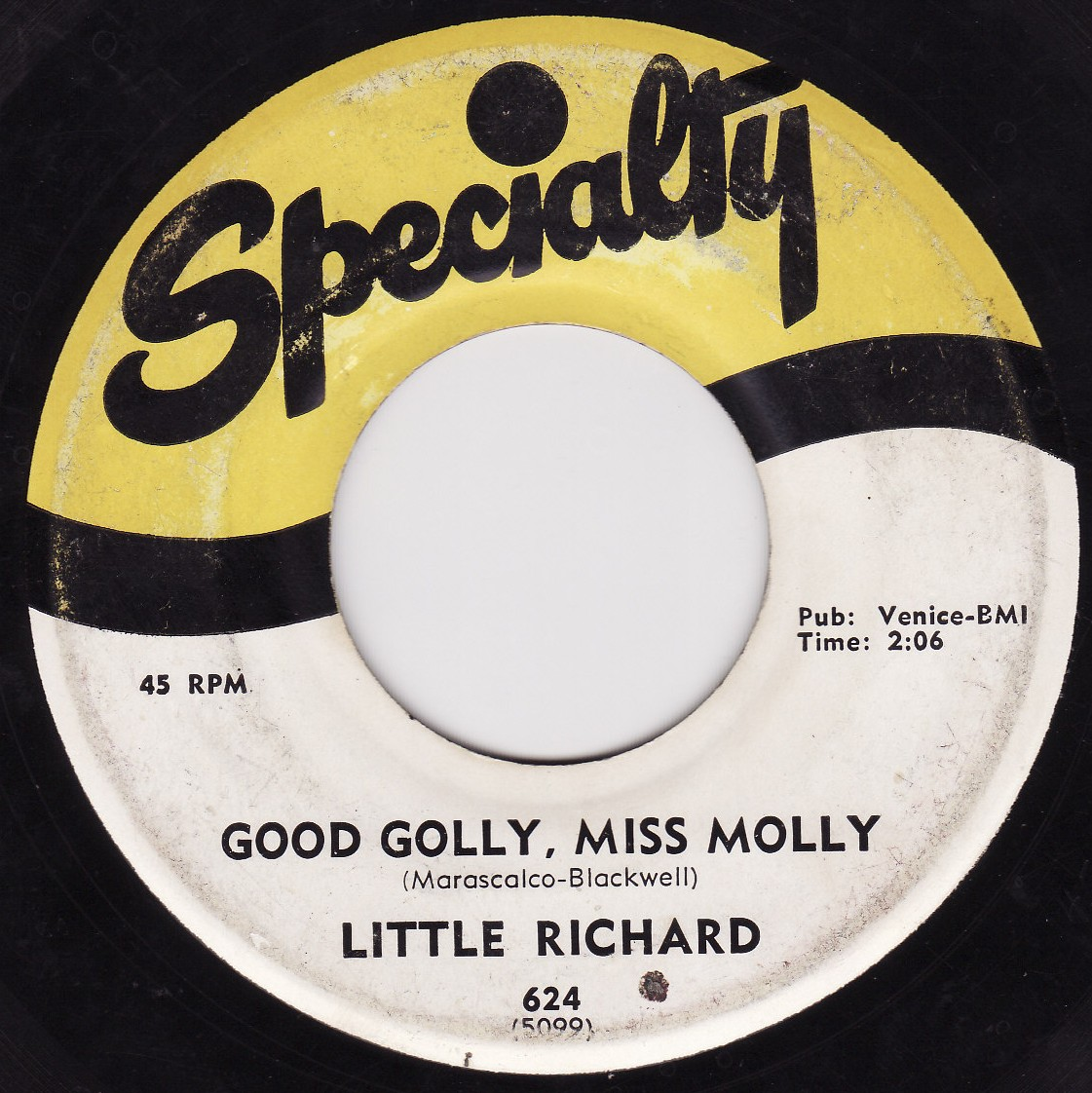
Good Golly, Miss Molly sur un disque 45 tours Specialty, label de Little Richard.

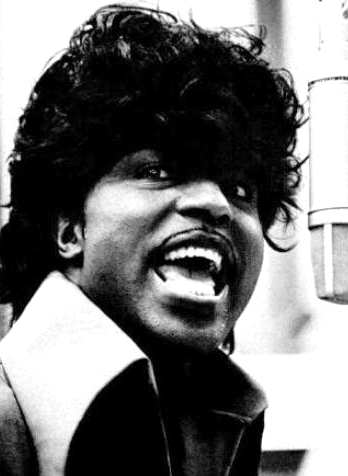
Little Richard en 1967.

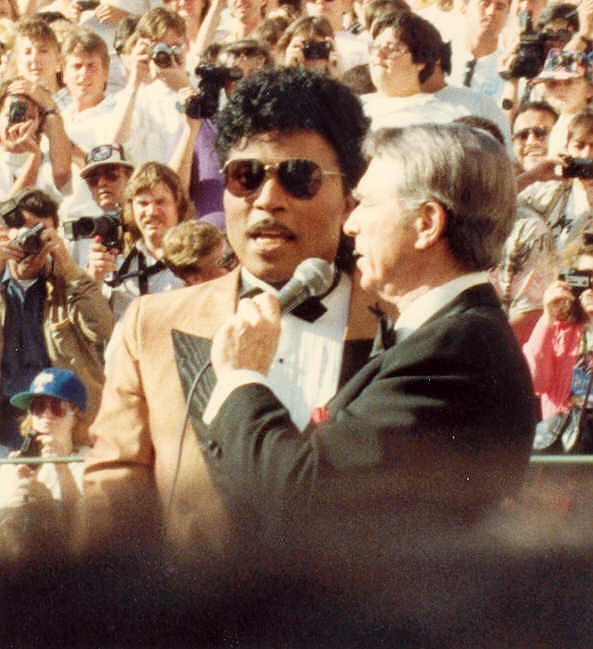
Little Richard en 1988.

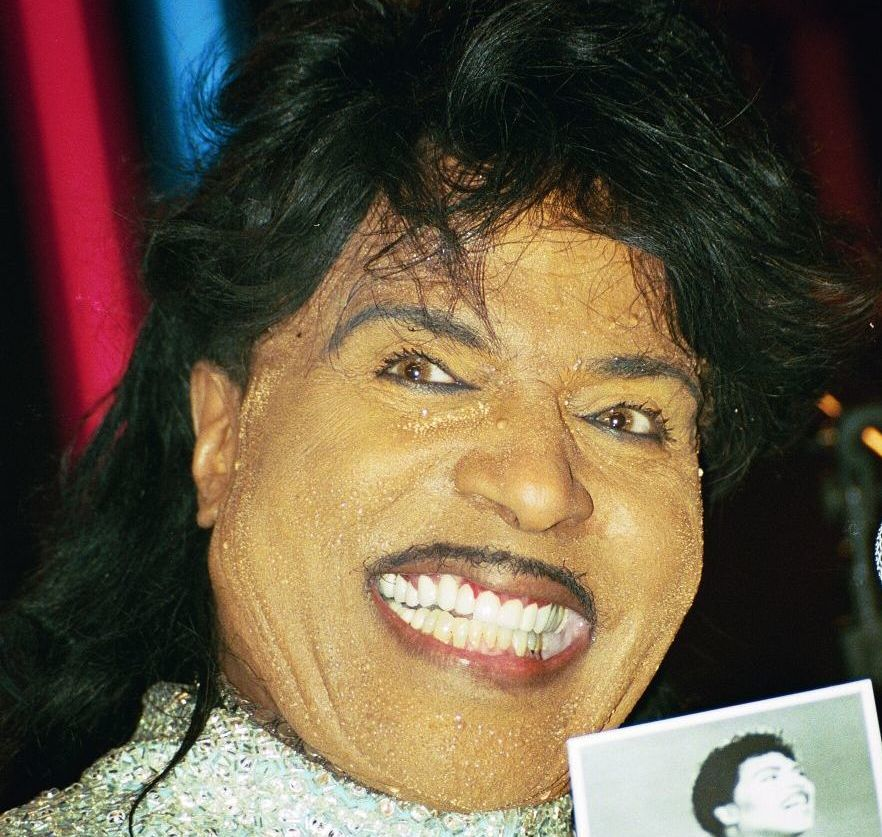
Little Richard en 1998.

En 1951, il signe un contrat avec RCA et, au cours des années qui suivent, enregistre des jump blues tels que Get Rich Quick et Every Hour (certains de ces premiers titres pourraient déjà être qualifiés de rock 'n' roll) avant de rejoindre le label texan Peacock. En 1955, il signe un contrat chez Specialty, une modeste maison de disques, qui l’emmène à La Nouvelle-Orléans pour une séance d’enregistrement. C'est là qu'au cours d'une pause, Little Richard fredonne le titre Tutti Frutti, que le producteur Robert Blackwell, frappé par le potentiel commercial de sa mélodie, fait réécrire afin d’en modifier les paroles. Tutti Frutti sort peu après et obtient aussitôt un succès considérable, devenant un classique du rock 'n' roll naissant. Ce titre contient le fameux « Wop bop aloobop alop bam boom », décrit par Jordan Bassett dans le New Musical Express comme étant : « Le big bang qui a enflammé le rock'n'roll, la naissance du teenager, l'étincelle ayant allumé le fusible qui a parcouru les sons d'Elvis Presley et des Beatles, et qui continue de traverser les veines de n'importe qui — et de n'importe quoi — déterminé à résister au statu quo ».
Little Richard grave à cette période plusieurs autres titres qui feront aussi sa renommée, comme Long Tall Sally en 1956, Rip It Up en 1956, Jenny, Jenny en 1957 et Good Golly Miss Molly en 1958. Ses apparitions publiques demeurent mémorables : debout sur son piano avec les yeux soulignés d'une épaisse couche de khôl, les cheveux gonflés à la Pompadour, ses tenues brillantes, il s'abandonne totalement, ponctuant ses chansons du « Woo ! » devenu légendaire et copié par les Beatles dans leurs premiers succès. Ironiquement, il connaît un succès encore plus grand après les reprises — édulcorées — de ses chansons par des chanteurs blancs comme Pat Boone.
Au cours des années 1957 et 1958, il acquiert une popularité considérable. Il apparaît au générique de plusieurs films dont : Don't Knock the Rock en compagnie de Bill Haley (1956, Fred F. Sears) ; The Girl Can’t Help It (1956,  Frank Tashlin), où autour de la plantureuse Jayne Mansfield figurent également Fats Domino, Julie London, les Platters, Abbey Lincoln, Eddie Cochran, Gene Vincent ; et Mister Rock and Roll (en) (1957, Charles S. Dubin) avec notamment Chuck Berry et Lionel Hampton. 
En 1958, à la surprise de ses fans, il interrompt sa carrière, devenu un adventiste du septième jour. De 1958 à 1962, il est chanteur de gospels et enregistre avec le producteur Quincy Jones. En 1959, il épouse Ernestine Campbell et le couple adopte un enfant avant de divorcer après deux ans et demi de mariage. 
Au début des années 1960, il quitte l'adventisme et retourne à la musique profane. En Europe, il partagera la scène avec les Beatles en octobre 1962, à Liverpool et le mois suivant à Hambourg, puis accompagnera les Rolling Stones en 1963, deux groupes anglais qui font partie de sa cohorte d'admirateurs.
Entre 1964 et 1979, il essaie de renouer plusieurs fois avec le succès. Au cours de cette période, en décembre 1964, il engage Jimi Hendrix — qui se fait alors appeler Maurice James — au sein des Upsetters, le band qui l'accompagne. Cette collaboration ne dure que six mois mais influence profondément le jeune guitariste.
Le 13 septembre 1969, il livre une prestation électrisante lors du Toronto Rock and Roll Revival Festival, aux côtés de Bo Diddley, Jerry Lee Lewis, Chuck Berry, John Lennon et Yoko Ono. 
En 1986, il joue aux côtés de Bette Midler, Nick Nolte et Richard Dreyfuss dans Down and Out in Beverly Hills de Paul Mazursky — remake du film de Jean Renoir, Boudu sauvé des eaux (1932) — y chantant Great Gosh a Mighty. Depuis lors, ses apparitions régulières dans les médias viennent raviver une réputation qui fait de lui l’une des plus grandes stars du rock and roll. En 1986, il est l’un des premiers artistes intronisés au Rock and Roll Hall of Fame. En 1991, il apparaît dans un épisode de Columbo   ""Jeux d'ombres"" . En 1993 il reçoit un Grammy Award récompensant l’ensemble d’une carrière qui reste décisive dans l’histoire du rock.
Si dans les années 1980 il décrivait ses comportements souvent excessifs comme « sataniques », il déclare en 1995, dans une interview pour le magazine Penthouse, « avoir été gay toute sa vie ».
En 2006, il participe à l'album Jambalaya d'Eddy Mitchell, avec lequel il interprète, en trio avec Johnny Hallyday, Elle est terrible, une adaptation franco-américaine du standard d'Eddie Cochran, Somethin' Else.
Le 9 mai 2020 est annoncée la mort de Little Richard, à l'âge de 87 ans, des suites d'un cancer des os, dans sa maison de Tullahoma (Tennessee). Il est inhumé le 20 mai dans l'Oakwood University Memorial Gardens Cemetery à Huntsville, dans l'Alabama.

## Discographie

### Albums
- 1957 : Here's Little Richard (Specialty)
- 1958 : Volume 2 (Specialty)
- 1959 : The Fabulous Little Richard (Specialty)
- 1960 : Clap Your Hands
- 1960 : Pray Along with Little Richard, Vol. 1
- 1960 : Pray Along with Little Richard, Vol. 2
- 1962 : King of the Gospel Singers
- 1963 : Sings Spirituals
- 1964 : Sings the Gospel
- 1964 : Little Richard Is Back And There's A Whole Lotta Shakin' Goin' On! (Vee-Jay)
- 1964 : Greatest Hits (Vee-Jay)
- 1965 : The Wild and Frantic Little Richard (Modern)
- 1965 : The Incredible Little Richard Sings His Greatest Hits Live! (Modern)
- 1967 : The Explosive Little Richard (Okeh)
- 1967 : Greatest Hits: Recorded Live! (Okeh)
- 1967 : Rock N Roll Forever
- 1969 : Good Golly Miss Molly
- 1969 : Little Richard
- 1969 : Right Now
- 1970 : Rock Hard Rock Heavy
- 1970 : Little Richard
- 1970 : Well Alright!
- 1970 : The Rill Thing (Reprise)
- 1971 : Mr. Big
- 1971 : King Of Rock And Roll (Reprise)
- 1972 : Southern Child (Reprise, unreleased)
- 1972 : The Second Coming (Reprise)
- 1972 : The Original
- 1972 : You Cant Keep a Good Man Down
- 1972 : Friends from the Beginning – Little Richard and Jimi Hendrix (album non officiel, un faux pour certains.)
- 1973 : Rip It Up
- 1974 : Talkin' 'Bout Soul
- 1974 : Recorded Live
- 1974 : Super Hits (Trip)
- 1975 : Keep a Knockin'
- 1976 : Sings
- 1976 : Little Richard Live
- 1977 : Now
- 1983 : 20 Greatest Hits (Lotus)
- 1988 : Lucille
- 1992 : Shake It All About
- 1996 : Shag on Down by the Union Hall
- 2006 : Here Comes Little Richard / Little Richard
- 2007 : Little Richard, Tutti Frutti, Selected Singles 51-56 (Saga)

## Filmographie
Il était désigné pour l'interprétation du générique d'ouverture du Bus magique en 1993, la veille de sa diffusion.

### Cinéma
- 1986 : Le Clochard de Beverly Hills : Orvis Goodnight
- 1988 : Purple People Eater : le maire
- 1992 : Sunset Heat : Brandon
- 1992 : The Naked Truth : le passager amoureux
- 1993 : The Pickle : le président
- 1993 : Last Action Hero : lui-même
- 1998 : Chairman of the Board : lui-même
- 1999 : Mystery, Alaska : lui-même

### Télévision

#### Séries télévisées
- 1985 : Deux flics à Miami : Marvelle Quinn (saison 2, épisode 3)
- 1987-1988 : Bustin' Loose : P. J. Pinkston (saison 1, épisodes 9, 19 et 23)
- 1991 : Columbo : lui-même (saison 10, épisode 3) Jeux d'ombres
- 1992 : Martin : l'exterminateur (saison 1, épisode 12)
- 1994 : La Fête à la maison : lui-même (saison 7, épisode 23)
- 1995 : Alerte à Malibu : Maurice (saison 5, épisode 21)
- 1997 : Le Drew Carey Show : lui-même (saison 2, épisode 14)
- 2003 : Les Simpson : lui-même (saison 14, épisode 7)[réf. nécessaire].
- 2004 : Las Vegas : lui-même (saison 1, épisode 16)
- 2008 : Les Feux de l'amour : lui-même

#### Téléfilms
- 1988 : Goddess of Love : Alphonso
- 1988 : Mother Goose Rock 'n' Rhyme : King Cole vieux
- 1996 : Changement de décors : lui-même

Par ailleurs, le mannequin Alton Mason l'interprète dans le film Elvis de Baz Luhrmann.